# Somogyegres
Somogyegres là một thị trấn thuộc hạt Somogy, Hungary. Thị trấn này có diện tích 10,81 km², dân số năm 2010 là 193 người, mật độ 18 người/km².